# 존 블로
존 블로(영어: John Blow, 1649년 ~ 1708년 10월 1일)는 영국의 작곡가, 오르가니스트이다. 1669년 웨스트민스터 사원의 오르가니스트가 되었으며 1673년에는 왕실예배당의 음악가가 되었다. 1680년대에는 국왕 제임스 2세의 여흥을 위해 가면극 《비너스와 아도니스》를 작곡했다. 1687년 세인트 폴 대성당의 성가대 지휘자가 되었다. 그의 제자로는 윌리엄 크로프트, 제러마이아 클라크, 헨리 퍼셀 등이 있다.